# Ya Hội
Ya Hội là một xã thuộc tỉnh Gia Lai, Việt Nam.
Xã Ya Hội có diện tích 178,09 km², dân số năm 1999 là 1.885 người, mật độ dân số đạt 11 người/km².